# (33683) 1999 JQ115
1999 JQ115 (asteroide 33683) é um asteroide da cintura principal. Possui uma excentricidade de 0.12676280 e uma inclinação de 3.60999º.
Este asteroide foi descoberto no dia 13 de maio de 1999 por LINEAR em Socorro.